# Neorrhina punctatum
Neorrhina punctatum är en skalbaggsart som beskrevs av Donovan 1805. Neorrhina punctatum ingår i släktet Neorrhina och familjen Cetoniidae. Inga underarter finns listade i Catalogue of Life.

## Bildgalleri

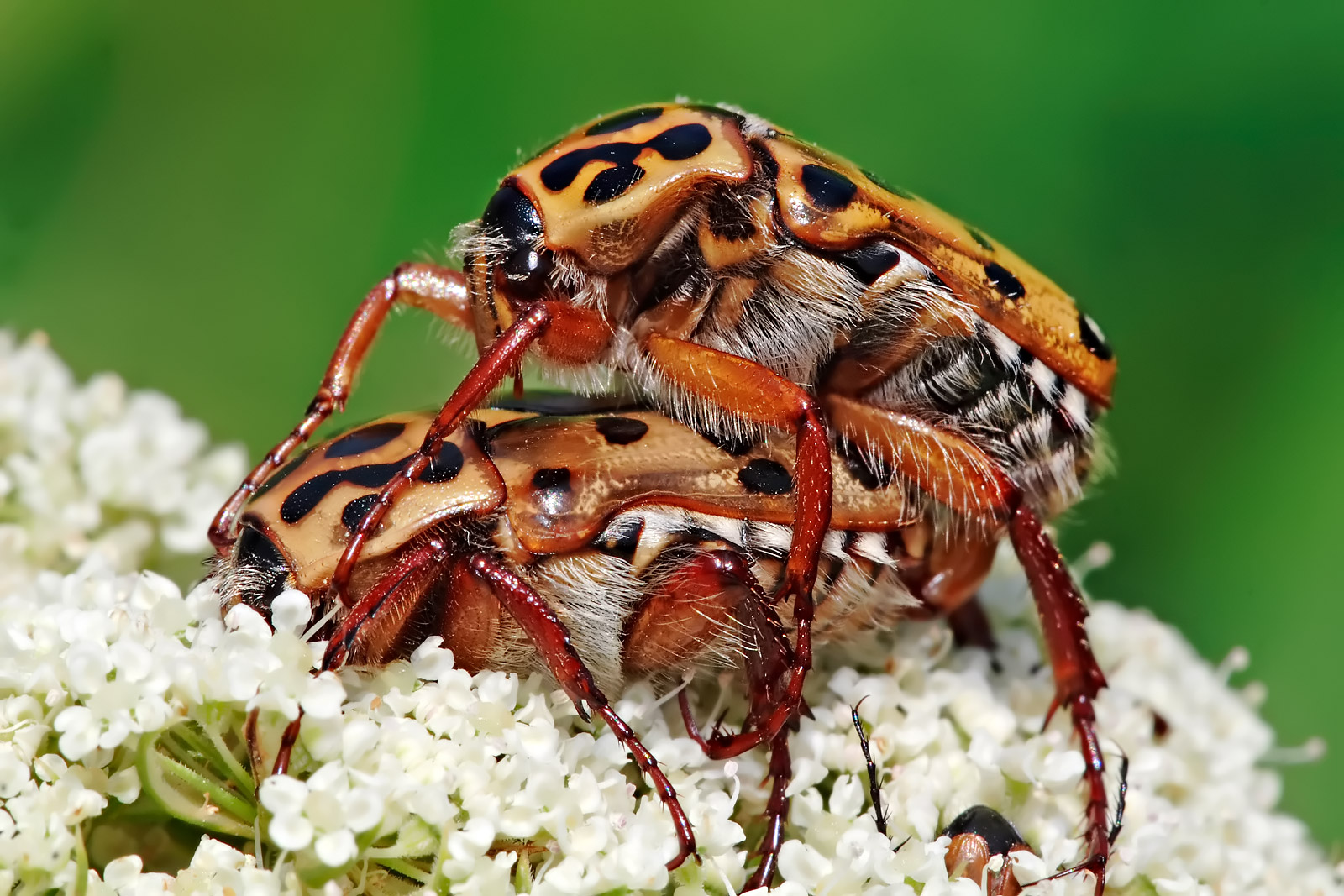
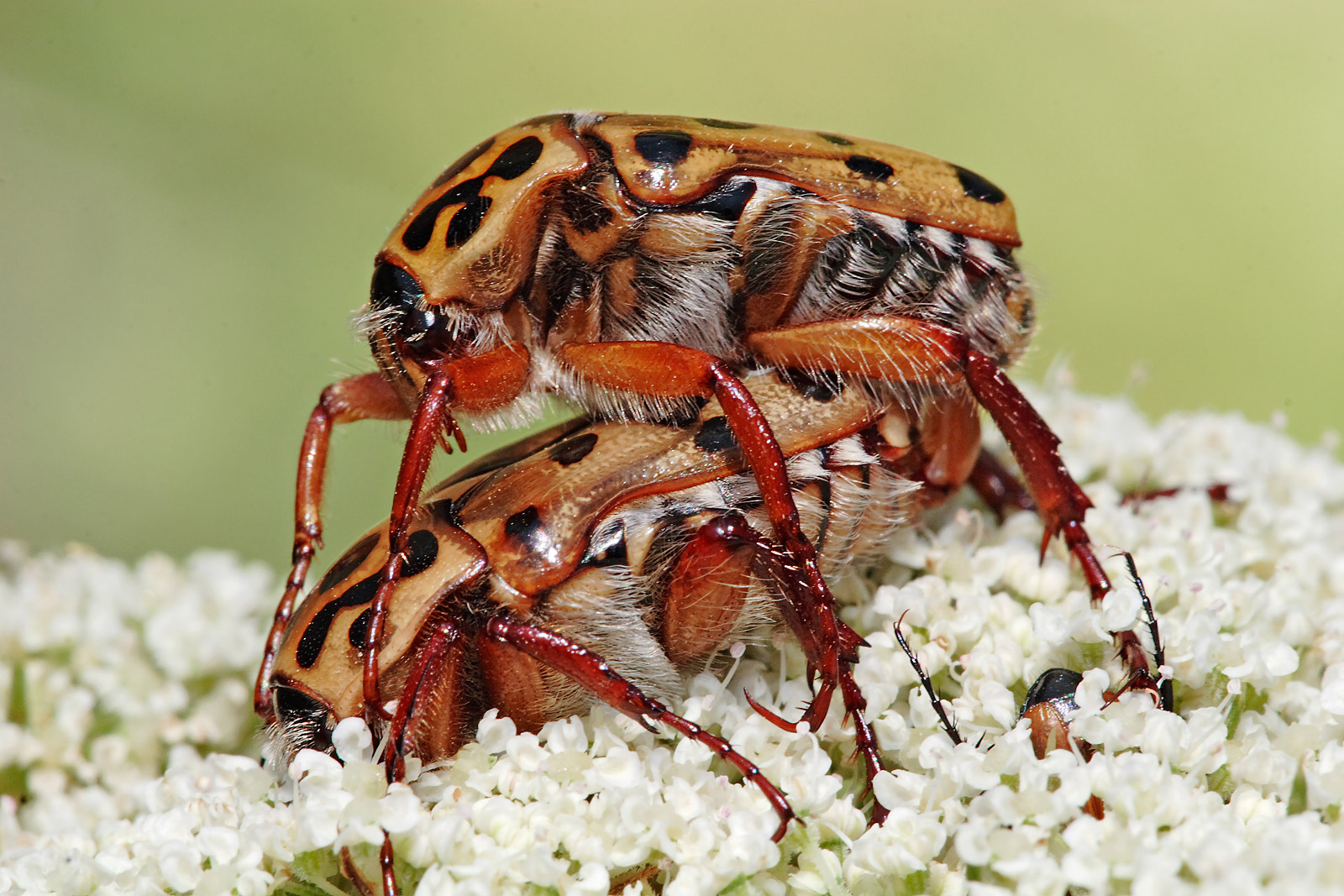
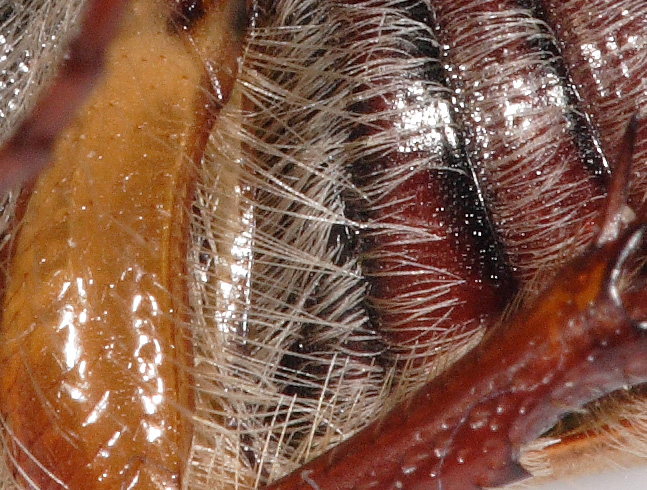
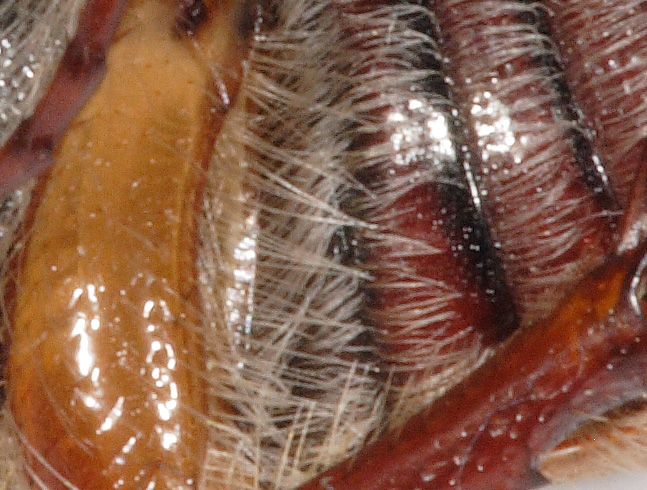
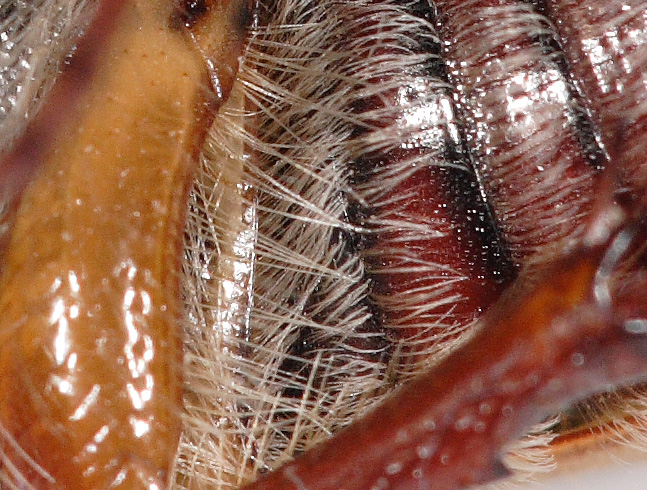
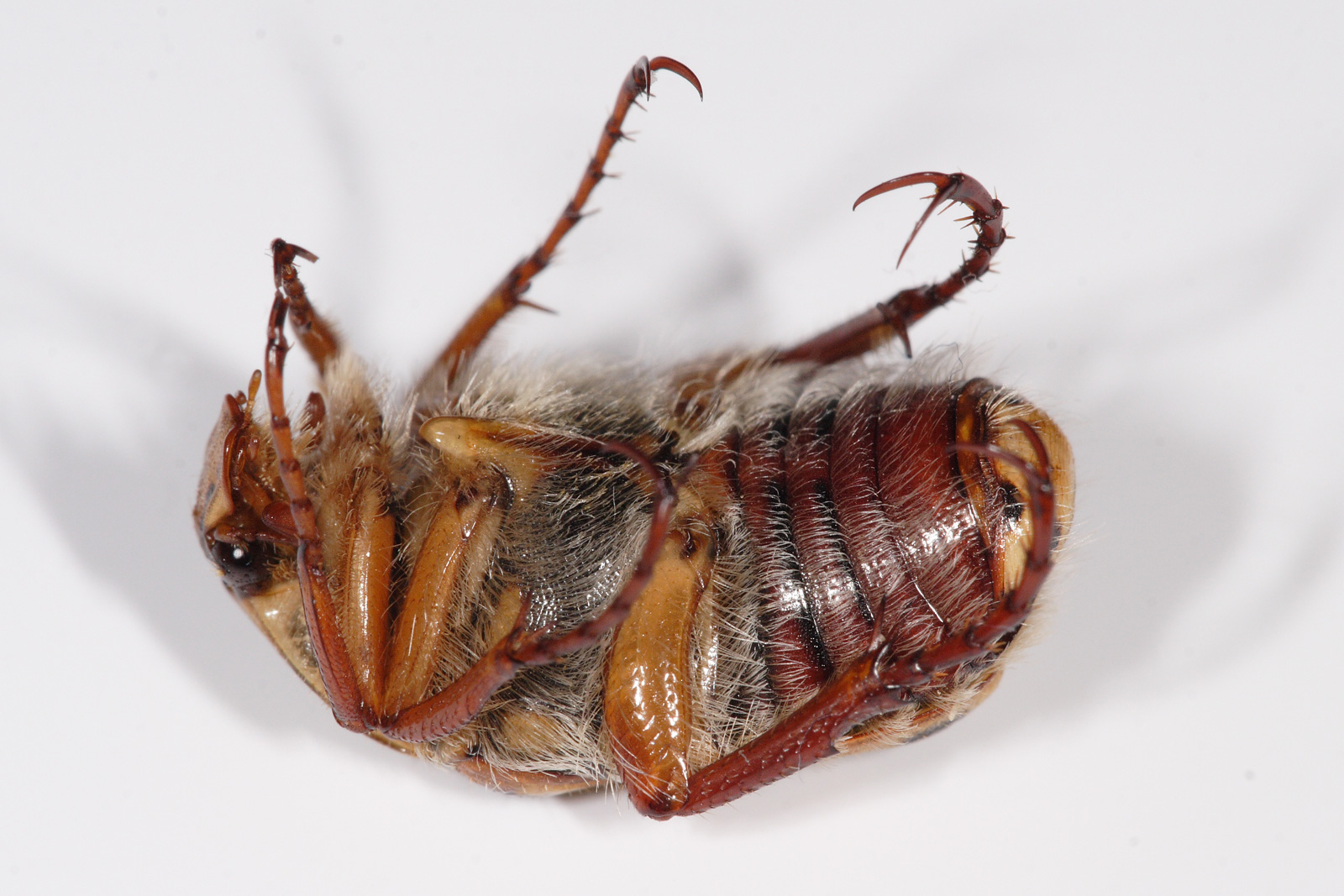